# Jakarta Cactus
A Cactus egy egyszerű teszt keretrendszer, egység tesztelő szerver oldali Java kód (Servletek, EJBk, Tag libek, ...) a Jakarta projekttől. A Cactus a szerver oldali tesztek írási költségeinek csökkentését célozta meg. JUnit-ot használ és kibővíti annak lehetőségeit. A Cactus a konténeren belüli stratégiát valósít meg, ami azt jelenti, hogy a tesztek a konténeren belül hajtódnak végre.

## Projekt státusz
- 2009. január 18. – Jakarta Cactus projekt bejelentette az új 1.8.1-es verziót.[1] Ez a verzió még nem támogatta a JUnit 4.x-et, habár a használatára létezik egy megkerülő megoldás.[2]
- Az 1.8-tól, a Cactus a Cargo-t használja minden szerverrel kapcsolatos manipulációra.
- 2011. augusztus 5-én a Cactust nyugdíjazták.[3]

## Fordítás
- Ez a szócikk részben vagy egészben  a   Jakarta Cactus című angol Wikipédia-szócikk ezen változatának fordításán alapul.  Az eredeti cikk szerkesztőit annak laptörténete sorolja fel. Ez a jelzés csupán a megfogalmazás eredetét és a szerzői jogokat jelzi, nem szolgál a cikkben szereplő információk forrásmegjelöléseként.